# Herbert Gassert
Herbert Gottlieb Friedrich Gassert (* 12. Februar 1929 in Stuttgart; † 17. Januar 2011) war ein deutscher Ingenieur und Industriemanager. Von 1980 bis 1987 war er Vorstandsvorsitzender der deutschen Tochter von Brown, Boveri & Cie. (BBC) in Mannheim-Käfertal.

## Leben
Der Sohn eines Bäckermeisters besuchte das Eberhard-Ludwigs-Gymnasium seiner Heimatstadt und absolvierte von 1949 bis 1955 ein Maschinenbaustudium an der Technischen Hochschule Stuttgart. Während des Studiums engagierte er sich in der Studentenvertretung und war unter anderem 1953/54 Vorsitzender des Verbands Deutscher Studentenschaften (VDS).
Nach dem Diplom arbeitete Gassert zunächst als wissenschaftlicher Assistent am Lehrstuhl für Wärme- und Strömungsmaschinen (Prof. Ulrich Senger) an der TH Stuttgart und trat nach der Promotion 1963 als Versuchsingenieur in die Mannheimer Brown, Boveri & Cie AG (BBC) ein. 1967 übernahm er die Leitung einer Konstruktionsabteilung für Gasturbinen und wurde 1970 Direktor des Geschäftsbereichs Thermische Maschinen und Turbogruppen. Seit 1974 Generalbevollmächtigter, rückte Gassert 1976 zunächst als stellvertretendes und 1979 als ordentliches Mitglied in den Vorstand der deutschen BBC auf. Mitte 1980 trat Gassert schließlich als Nachfolger des bisherigen Vorstandsvorsitzenden Hans K. Göhringer an die Spitze des damals drittgrößten deutschen Elektrokonzerns.
In den folgenden Jahren geriet die BBC durch verlustreiche Fehlschläge im Großanlagen- und Kraftwerksbau in eine schwere Krise. Der Schweizer Mutterkonzern reagierte darauf Mitte der 1980er Jahre mit einer tiefgreifenden Umstrukturierung, die die Eigenständigkeit der deutschen Tochter massiv einschränkte. Nach der überraschenden Fusion mit dem schwedischen Asea-Konzern zur Asea Brown Boveri (ABB) schied Gassert zum Jahresende 1987 aus dem Unternehmen aus und wechselte in den Aufsichtsrat (bis 1995). Neuer Vorstandsvorsitzender der deutschen BBC Brown Boveri AG wurde Eberhard von Koerber.
Nach seinem Ausscheiden bei BBC übernahm Gassert diverse Aufsichtsratsmandate unter anderem bei der Hennigsdorfer Stahl GmbH, der Mannesmann Anlagenbau AG, Düsseldorf, und der Rheinischen Hypothekenbank AG, Frankfurt. Ferner bekleidete er zahlreiche ehrenamtliche Funktionen im Verein Deutscher Ingenieure, im Bundesverband der Deutschen Industrie, war Vorsitzender des Verbands der Technischen Überwachungsvereine e. V. und gehörte dem Wissenschaftsrat an. In den Jahren 1986 bis 1992 war er Mitglied des DIN-Präsidiums. Von 1990 bis 1995 war Gassert Vorsitzender der Kommission Reinhaltung der Luft.
Gassert war seit 1961 mit Ingeborg, geb. Hasse, verheiratet und hatte mit ihr zwei Söhne und eine Tochter.

## Auszeichnungen
- Ehrenmedaille des Vereins Deutscher Ingenieure (1985)[3]
- Grashof-Denkmünze des Vereins Deutscher Ingenieure (1987)[3]
- Bundesverdienstkreuz 1. Klasse (1989)
- DIN-Ehrenring (1993)[4]
- Ehrensenator der Universitäten Heidelberg und Mannheim